# Chan Chan
Chan Chan (/kantʃáŋ/ plaats van omheiningen of omheinde ruimtes) was de hoofdstad van het rijk van de Chimú. De archeologische site bevindt zich in het district Huanchaco in de huidige Peruaanse provincie Trujillo, in de regio La Libertad.
De stad wordt gekarakteriseerd door de overblijfselen van negen grote leemstenen paleizen. Ieder paleis werd gebouwd voor één heerser en bevatte een ceremonieel gedeelte, een leefgedeelte en een begraafplaats. Met het sterven van de heerser werden zijn 90 vrouwen samen met hem begraven en veranderde een paleis dus in een mausoleum.
Chan Chan staat op de werelderfgoedlijst van UNESCO als bedreigd erfgoed. Van de negen paleizen is alleen het zogenaamde paleis van Tschudi goed bewaard gebleven. Andere paleizen werden door de Spanjaarden op zoek naar goud afgegraven. Ook de bouwwerken van de gewone bevolking zijn nagenoeg verloren gegaan.
Er is een site-museum (museo de sitio). Te bezoeken is alleen het paleis van het Tschudi-complex, bestaande uit een plein en meerdere zalen. In de 42 tomben liggen de edelen begraven.
Dichtbij zijn enkele Huaca's zoals Huaca del Dragón (ook Huaca del Arco Iris genoemd), Huaca Esmeralda, Huaca de la Luna en Huaca del Sol.

## Etymologie
Rodolfo Cerrón-Palomino (2024) stelde een etymologie voor van de toponiem Chanchán, afgeleid van het Quechua kanĉa (‘omheining, hok’) en het toponiemisch achtervoegsel -n, mogelijk van Aymara-oorsprong. Volgens hem is de huidige vorm het resultaat van een orthografische verwarring, aangezien ch oorspronkelijk het geluid /k/ zou hebben weergegeven. De oorspronkelijke toponiem zou kanĉa-n(i) zijn geweest, met de betekenis ‘plaats waar omheiningen of hokken overvloedig zijn’, en de fonetische vorm zou /kantʃáŋ/ zijn. Deze hypothese stelt dat de naam niet Mochica of Quingnam was, maar van Quechua-oorsprong en niet zo oud.

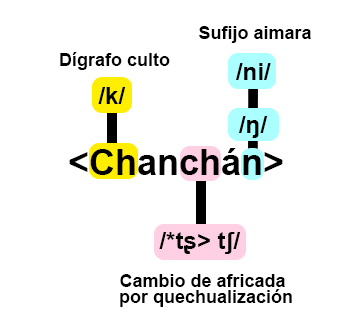
Reconstructie van de fonetiek van Chanchán in /kantšáŋ/, gebaseerd op de etymologie van Rodolfo Cerrón-Palomino.
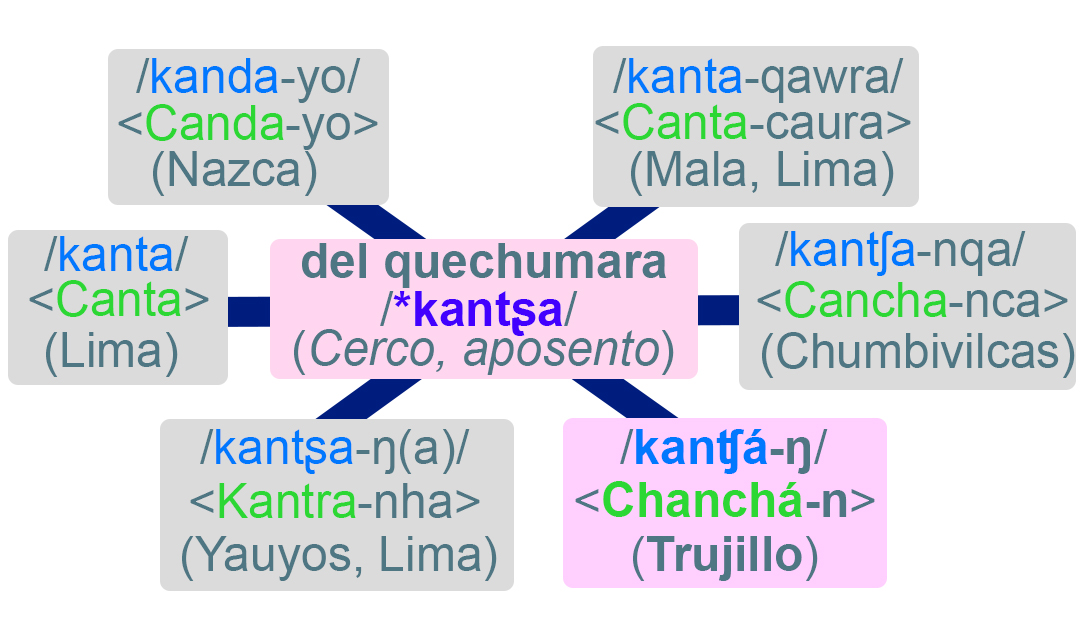
Het toponiem Chanchán blijkt verwant te zijn aan andere toponiemen met dezelfde Quechumaraanse wortel.